# Brigitte Hilzensauer
Brigitte Hilzensauer (* 1950 in Niedernsill, Bundesland Salzburg) ist eine österreichische Literaturwissenschafterin. Sie bearbeitet Themen der österreichischen Geschichte und profilierte sich durch Übersetzungen zeitgenössischer (englischer) Literatur.

## Leben
Hilzensauer besuchte nach der Matura die Universität Wien, an der sie Anglistik und Germanistik studierte, schließlich promovierte sie 1976. Zunächst arbeitete sie als Lektorin und Redakteurin, bis sie sich einen Ruf als Übersetzerin machte.
Das für Kultur und Kunst zuständige Bundesministerium führte Brigitte Hilzensauer als Mitglied der Jury Autorenprämie (2009), der Jury Projektstipemdien (2010), des Literaturbeirates (2013, 2014).
Sie lebt in Mittersill und in Wien.

## Werke
- So ist das mit Österreich.[4]
- Was treibt den Menschen auf dem Fahrrad um die Welt?[5]
- Österreich: Landschaft, Kultur, Geschichte.[6]

## Übersetzungen
Hilzensauer überträgt englische Textkörper ins Deutsche. Wiederholt geht es um Schicksale jüdischer Familien in Österreich, um Geschichten von „Besitz und Verlust, über das Leben der Dinge und die Fortdauer der Erinnerung.“
In zeitlicher Rückschau:
- Sibiriens vergessene Klaviere.[8]
- Die letzte Grenze: Am Rand Europas, in der Mitte der Welt.[9]
- Die Donau: Eine Reise gegen den Strom.[10]
- Donnerstags bei Kanakis.[11]
- Reisen mit meiner Tante.[12]
- Wohllebengasse: Die Geschichte meiner Wiener Familie.[13]
- Der Hase mit den Bernsteinaugen. Das verborgene Erbe der Familie Ephrussi.[14]
- Der König der Ukraine: Die geheimen Leben des Wilhelm von Habsburg.[15]